# Highscore-Tabelle
Eine Highscore-Tabelle bezeichnet in Computerspielen eine Tabelle, in der die besten Spieler nach ihrer in einer Spielpartie erreichten Höchstpunktzahl (Highscore) absteigend sortiert dargestellt werden. Highscores waren schon bei den ersten Arcade-Spielen und Flippern vorhanden.
In Spielen mit Highscores erhalten die Spieler für erfolgreiche Aktionen wie das Besiegen von Gegnern, Einsammeln von Schätzen oder schlichtes Überleben Spielpunkte, die bis zum Ende der Partie immer weiter addiert werden. Diese Punkte bilden für die unterschiedlichen Spielpartien ein gemeinsames Kriterium, nach dem der Erfolg des Spielers bewertet werden kann. Üblicherweise darf der Spieler sein Identifikationskürzel (früher meist aus drei Buchstaben, heute oft auch länger) eingeben, falls seine Spielpunkte ausreichen, um in der Tabelle erscheinen zu können. Klassische Highscorelisten bieten nur Platz für die zehn besten Spielpartien, es existieren allerdings Highscorelisten verschiedener Länge. Spieler dürfen dabei auch mit mehreren Spielpartien in der Tabelle vertreten sein.
Häufig erhalten die Spieler Extraleben bzw. zusätzliche Kugeln beim Flipperspiel, falls sie bestimmte Punktgrenzen überschreiten. Ansonsten fließen die Punkte nicht in das direkte Spielgeschehen ein. In Jump'n'Run-Spielen müssen vom Spieler häufig bestimmte Spielobjekte (z. B. Münzen) eingesammelt werden, um Extraleben zu erhalten. Dies kann als eine verfeinerte Variante der Highscore-Extraleben betrachtet werden.
Highscores erhöhen die Wiederspielbarkeit von Spielen, da sie einer Art indirektem Mehrspielermodus entsprechen. Gerade ältere Spiele, darunter Pac-Man, haben häufig kein unmittelbares natürliches Spielende, d. h., das Spielziel ist hier lediglich, möglichst lange durchzuhalten. Dem Spieler fehlt in diesen Spielen damit die Möglichkeit, die Bestätigung seines Spielkönnens durch das Erreichen des Endziels überprüfen zu können. Hier bieten Highscore-Tabellen einen einfachen, variablen und lokalen Mechanismus, um ein klareres Spielziel zu gewähren. Highscores fordern in den Spielhallen die Spieler dazu heraus, ihre Spielleistung immer weiter zu verbessern, um ihren Platz in der Highscoreliste behaupten zu können. Highscores haben dadurch einen wettbewerbsmäßigen Charakter, so dass man sie zu ersten Vorläufern des E-Sport zählen kann.
In heutigen Spielen treten Handlung und Atmosphäre immer weiter in den Vordergrund, Highscores sind hier meist nicht mehr vorhanden. Als eine modernere Variante von Highscores können allerdings die Frag-Tabellen im Mehrspielermodus von Ego-Shootern betrachtet werden. Der Möglichkeit in den meisten aktuellen Rennspielen, Bestzeiten aufzustellen, liegt ebenfalls das Highscore-Prinzip zugrunde. Zudem haben viele Browserspiele Highscore-Funktionalitäten eingebaut, da das Internet dazu ein ausgezeichnetes Medium bildet.